# ریوسوکه ایشیدا
ریوسوکه ایشیدا (ژاپنی: 石田 良輔؛ زادهٔ ۴ ژوئیهٔ ۱۹۸۹) یک بازیکن فوتبال اهل ژاپن است.
از باشگاه‌هایی که در آن بازی کرده‌است می‌توان به باشگاه فوتبال اوئیتا ترینیتا، باشگاه فوتبال ماچیدا زلویا و باشگاه فوتبال آزول کلارو نومازو اشاره کرد.